# جبل حفیت
جبل حفیت (به عربی: جبل حَفیت) نام رشته‌کوهی است در جنوب شرقی شهر العین یکی مناطق گردشگری و دیدنی این شهر و یکی از نقاط دیدنی امارات متحده عربی است. جبل حفیت کوهی است مخروطی، جغرافیای طبیعی «جبل حفیت» نشان می‌دهد که این کوه در رشته‌کوه‌های بزرگ حجر واقع شده‌است، و یکی از رشته کوه‌های زنجیره کوه حجر می‌باشد، گرچه این کوه از سلسلهٔ کوه حجر مجزا است، به دلیل عوامل طبیعت و وجود درهٔ عمیقی مابین دو کوه.
«جبل حفیت» یا (کوه حفیت) یکی از بلندترین کوه‌هایی است که از توابع امارت ابوظبی است، و در فاصلهٔ ۱۷۰ کیلومتری سمت مشرق
شهرابوظبی، و در ۲۹ کیلومتری جنوب شرقی شهر العین واقع می‌باشد.
- جبل حفیت در مرز مشترک امارا ت متحده عربی و سلطنت عمان واقع شده‌است، دو قسمت شرقی و جنوب غربی آن تابع کشور عمان است، و قسمت شمالی آن تابع کشور امارات است. ارتفاع جبل حفیت از سطح دریا ۱٬۲۴۰ متر است، و در قسمت جنوبی شهرالعین واقع می‌باشد، به‌درستی از از فضا دیده می‌شود که مانند نهنگی در ساحل دریا افتاده باشد، چنان‌که ویلفرد تزیجر وصف آن نموده بود.

## ارتفاع جبل حفیت
ارتفاع «جبل حفیت» از سطح دریا بین ۸۰۰ تا ۱۱۶۰ متر می‌باشد، اما ارتفاع «قلهٔ» این کوه در حدود (۴٫۰۰۰) قدم است. راه پر پیج و خم اما آسفالته و مجهز با وسایل ایمنی و چراغ راه از پائین کوه تا قلهٔ کوه کشیده شده‌است و گردشگران به آسانی به سوی قلهٔ کوه هدایت می‌کند. طول این جاده از پائین تا قلهٔ کوه ۱۴ کیلومتر است، وهزینهٔ تأسیس این جاده در حدود ۱۲۰ میلیون درهم بوده‌است، و از آغاز کار تا پایان آن ۶ سال به طول انجامیده است.

## بالای کوه
در بلندی شمالی قلهٔ کوه کاخ حاکم فقید امارت ابوظبی و رئیس پیشین دولت امارات شیخ زاید بن سلطان آلنهیان واقع شده‌است، و در سمت دیگر از قلهٔ کوه هتل پنج ستارهٔ «هتل میرکیور گرا ند جبل حفیت» قرار دارد. در سینهٔ کوه درختان کوهستانی مانند: کُنار، کِرت، سمر، کُوهِنگ، سَلَم وجود دارد که بر زیبایی کوه افزوده است. همچنین حیات وحش و پرندگان مختلفی در این کوه وجود دارند که از گونهٔ زیر می‌توان نام برد: کبک، قُمری، بادخور، تیهو، عقاب، چکاوک، چکاوک هدهد (أم سالم)، دم جنبانک، جغد، گنجشک، سبزقبا، فاخته، بلبل و بوکلو و «مرغ سلیمان» یا هدهد از جمله پرندگان این کوهستان هستند.

## منطقه آثار جبل حفیت
در بایه کوه «جبل حفیت» قبرستانی وجود دارد که باستان شناسان تاریخ آن به هزارهٔ چهارم قبل از میلاد پیش‌بینی کرده‌اند، آثارهای گوناگونی مانند: ظروف سفالی، نقره و مس در باطن زمین کشف شده‌است که هم‌اکنون در موزه العین به نمایش گذاشته شده‌است. همچنین در کنار و گوشه این کوه باقی‌مانده حیواناتی برجای مانده که به شکل تخته سنگ تبدیل شده‌است که باستان شناسان عمر این تخته سنگ‌ها به ۱۰۰ میلیون سال ترجیح داده‌اند، همچنین در پائین کوه یک پارک بسیار جالب وجود دارد که به نام پارک مبزرة الخضراء مشهور است.

## نگارخانه

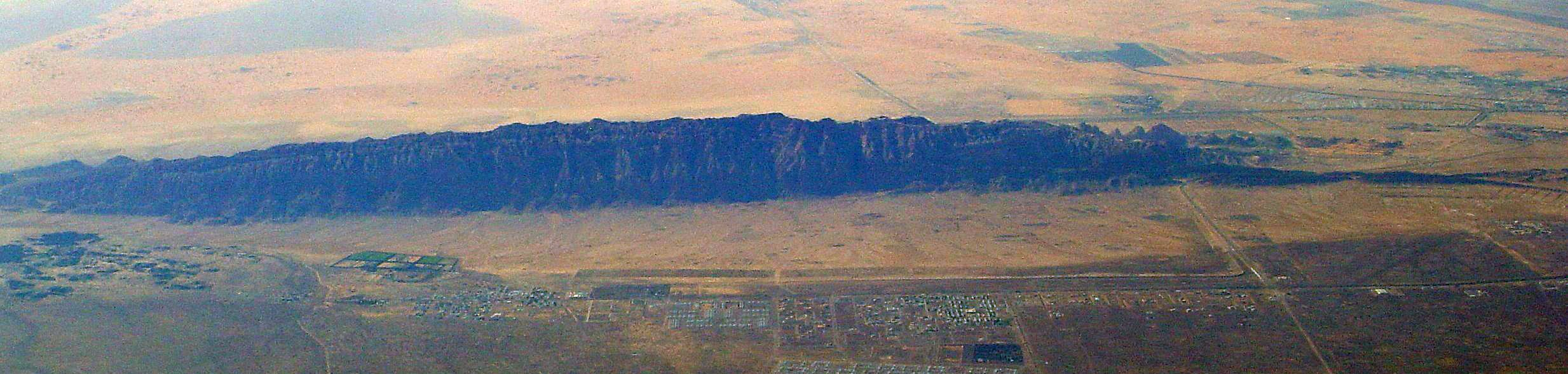
سراسرنمای شرقی - غربی از جبل حفیت